# Озоді
Пік Озоді (до 2020 року — пік Корженевської) — гора висотою 7105 м в північній частині хребта Академії в Таджикистані, за 13 км від піку Ісмаїла Самані (колишнього піку Комунізму). Є одним з п'яти семитисячників колишнього СРСР.
Пік був відкритий 23 серпня 1910 р. російським географом М. Л. Корженевським, який назвав його на честь своєї дружини, Євгенії Корженевської.
27 травня 2020 року пік Корженевської був перейменований на пік Озоді (Свобода) за проєктом проведення Всесвітнього гірського фестивалю до 30-річчя Незалежності РТ. Ініціаторами перейменування виступили американський гірський фотограф Сергій Мельникофф і знаменитий український альпініст Геннадій Копійка. При цьому інший пік, який мав назву Озоді, був перейменований на Сангталак.
Перша спроба сходження — в 1936 р. альпіністами Олександром Джапарідзе і Миколою Гусаком. Перше сходження було здійснено 22 серпня 1953 р. групою, очолюваною А. Угаровим, по північному хребту від льодовика Корженевської.

## Маршрути
На вершину прокладено 17 маршрутів: 14 (V к.с.) і 3 (VI к.с.).

Найскладнішим вважається маршрут Угарова по Північному хребту. 

Багато складних маршрутів і на західному схилі. 

Класичним маршрутом є маршрут Цетлін, що проходить по Південному хребту.
- по Північному гребню, 5А (O. Угаров, 1953 рік)
- по Північно-східному гребеню, 5А (Б. Сивцев, 1968 рік)
- по Південному ребру (В. Цетлін, 1966 рік) — класика
- по Східному гребню, 5Б (В. Свириденко, 1976 рік)
- по Східному ребру, 5Б (В. Божук, 1965 рік)
- по Західній стіні, 5Б (А. Путінцев, 1975 рік)
- по Південно-західному гребеню, 5Б (В. Маркєлов, 1984 рік)
- по правій частині «трикутника» Західної стіни, 5Б (М. Петров, 1988 рік)
- по Південному гребеню з льодовика Москвіна, 5Б (Б. Романов, 1961 рік)
- по Південній стіні, 5Б (Л. Добровольський, 1966 рік)
- по Південно-східному схилу, 5Б (П. Буданов, 1966 рік)
- по Південно-східній стіні, 5Б (Д. Дангадзе, 1973 рік)
- по Південно-східному гребеню, 5Б (Ю. Попенко, 1976 рік)
- через перевал «6200» з льодовика Мушкетова, 5Б (О. Зайдлер, 1969 рік)
- по лівій частині Західної стіни, 6А (І. Хацкевич, 1974 рік)
- по центру Західної стіни, 6А (Л. Трощиненко, 1980 рік)
- по центральному контрфорсу Західної стіни, 6А (А. Путінцев, 1980 рік)